# Каменный Ключ (Татарстан)
Каменный Ключ (луговомар. Кӱанэҥер, тат. Ташлы) — деревня Агрызского района Республики Татарстан. Входит в состав Азёвского сельского поселения.

## Географическое положение
Деревня расположена на реке Кулегаш в 5,5 км к востоку от административного центра Азёвского сельского поселения — села Азёво. Расстояние до административного центра района, города Агрыз, составляет 61 км.
Постановлением Кабинета Министров Республики Татарстан входит в перечень населённых пунктов, находящихся в отдалённых или труднодоступных местностях Республики Татарстан.

## История
Населённый пункт основан около 1808 года переселенцами из села Бима. Топоним произошел от татарского слова «таш» (камень, каменный) и гидрографического термина «ключ». В 1811 году там числилось 16 душ мужского пола.
В «Списке населённых мест» Российской империи по Елабужскому уезду Вятской губернии (по сведениям 1859 года) числятся две записи о Каменном Ключе:
- 3751: Каменный Ключ 1-й, поч. каз.: дворов — 22, мужчин — 73, женщин — 84;
- 3752: Каменный Ключ 2-й, д. каз.: дворов — 9, мужчин — 33, женщин — 34.

По данным подворной переписи 1887 года имелось три населённых пункта — починок Малый Каменный Ключ и деревня Большой Каменный Ключ Арзамасцевского сельского общества Пьяноборской волости и деревня Каменный Ключ Кулегашского сельского общества Бимской волости Елабужского уезда. В первом было 8 дворов марийцев и 42 жителя (23 мужчины, 19 женщин), во второй — 34 двора марийцев и 1 двор русских, 186 жителей (88 мужчин, 98 женщин), в третьей деревне было 20 дворов марийцев и 122 жителя (64 мужчины, 58 женщин). Они занимались земледелием (в сумме имелось 11,6 десятин усадебной земли, 458,5 десятин пашни, 39,4 десятины сенокоса, 6,4 десятины выгона, 372,5 десятин подушного леса и 107,7 десятин лесного надела, а также 15,9 десятин неудобной земли), скотоводством (153 лошади, 133 головы КРС, 388 единиц мелкого скота (овец, свиней и коз)), 44 человека занимались промыслами (из них 19 — перевозкой дров). Имелось 5 грамотных и 2 учащихся.
В 1905 году все три населённых пункта входили в Пьяноборскую волость. В деревне Малый Каменный Ключ числилось 78 жителей в 11 дворах, в Большом Каменном Ключе — 259 жителей в 45 дворах, в Каменном Ключе — 168 жителей в 24 дворах, всего 505 человек в 80 дворах (238 мужчин и 267 женщин).
С 1921 года деревня перешла в состав Агрызского кантона ТАССР, с 1924 — в состав Елабужского кантона, с 1927 — в состав Челнинского кантона. С 10 августа 1930 года деревня переходит в состав Красноборского района (в 1948 году — в Кулегашском сельсовете), с 28 октября 1960 года — в состав Агрызского района, с 1 февраля 1963 года — в состав Елабужского района. 4 марта 1964 года деревня окончательно вернулась в состав Агрызского района.

## Демография
По переписи 2010 года население деревни составляло 241 человек (120 мужчин, 121 женщина).
По данным на 1 января 2012 года наличное население деревни составило 238 человек, количество дворов — 73.
| 1859 | 1887 | 1905 | 1920 | 1926 | 1938 | 1949 | 1958 | 1970 | 1989 | 2002 | 2010 |
| ---- | ---- | ---- | ---- | ---- | ---- | ---- | ---- | ---- | ---- | ---- | ---- |
| 224  | 350  | 505  | 471  | 523  | 467  | 488  | 433  | 416  | 253  | 247  | 241  |

Национальный состав
Согласно результатам переписи 2002 года, в национальной структуре населения марийцы составляли 99 %.

## Инфраструктура
В деревня расположены следующие объекты инфраструктуры:
- Кам-Ключинский филиал Кулегашской начальной школы — детского сада
- Кам-Ключинский сельский клуб
- Кам-Ключинский фельдшерско-акушерский пункт
- Филиал № 1 ООО «Агрофирма „Ак Барс — Агрыз“» (машинно-тракторный парк, зерноток и ферма КРС[14])
- Магазин ПО «Красноборский» Агрызского РайПО
- Магазин ИП «Пажбеков В.Н.»
- Кладбище[14]